# José Iges
José Iges Lebrancón (Madrid, 1951) es un artista sonoro multidisciplinar y compositor español. Es ingeniero industrial y doctor en Ciencias de la Información.

## Carrera
Iges comenzó a trabajar con medios electroacústicos en el Laboratorio ALEA en Madrid entre 1977 y 1978 y en la Universidad de Pau en Francia. Tomó cursos de técnicas y análisis de música contemporánea con Luis de Pablo en el Real Conservatorio Superior de Música de Madrid.
Entre 1985 y 2008 dirigió el programa Ars Sonora que se transmite por Radio Clásica, de  Radio Nacional de España. Asimismo fue miembro fundador y coordinador de Ars Acústica / UER, y presidente de la AMEE de 1999 a 2002, así como editor del sitio web Radioarnet.
Ha sido intérprete de electroacústica en vivo con diversos grupos desde los años 80, colaborando con la cantante Esperanza Abad entre 1984 y 2000. Además de sus producciones en solitario, ha venido trabajando desde 1989 con la artista Concha Jerez, con quien ha realizado numerosas instalaciones, performances, conciertos InterMedia, radioarte, videos y obras visuales.
En 2012 José Iges fue director musical de la Ópera Fluxus El jardín de las delicias de Wolf Vostell en el Museo Vostell Malpartida. La directora artística fue Mercedes Guardado.
Ha compuesto obras para cinta magnética de audio, soportes digitales, electroacústica con solistas y  conjuntos instrumentales. También ha venido realizando talleres, conferencias y curadurías de eventos y exposiciones relacionados con el arte sonoro y el radioarte. Por esta razón también ha escrito y publicado numerosos artículos y ensayos sobre dichas materias. En 1997 presentó su Tesis Doctoral sobre Arte Radiofónico en la Universidad Complutense de Madrid.

## Características de su obra
Para Iges, el arte sonoro no es un concepto cerrado, sino que se relaciona con el término 'arte' tal como lo emplea el filósofo Jacques Rancière, basado en la unificación de los campos artísticos que antes estaban separados en disciplinas específicas. Siguiendo ese criterio, los artistas pueden ahora utilizar el sonido en espacios y medios diversos, no solamente con intenciones musicales, pues el sonido es una posibilidad de medir el espacio, de conocer y relacionarse con experiencias muy diversas. En el arte sonoro, por tanto, se pueden manejar distintos criterios, más allá de los musicales: poéticos, arquitectónicos, visuales, narrativos, espaciales.
En sus obras electroacústicas emplea sonidos concretos diversos, como voces, sonidos de agua, sonidos de la cotidianidad y de lugares específicos, además de instrumentos musicales.
Para Iges la noción "site specific" es importante, pues el medio y el entorno en donde la obra se ubica suele condicionar su contenido. En lo estético, los diferentes sonidos concretos, instrumentales y vocales poseen una función entre musical y poético-narrativa. Usa el término 'intermedia' de Dick Higgins, que supone la reunión de soportes y medios para realizar la obra.
Iges suele usar el apropiacionismo, que en su caso remite tanto al ejemplo de Marcel Duchamp como al de Luc Ferrari. Sobre la estructura, es frecuente la forma de suite, lo que da como resultado en ocasiones obras largas y complejas, aunque elaboradas con breves fragmentos heterogéneos interconectados entre sí.

## Obras
- La Ciudad Resonante (1998-2012). Concierto intermedia para performer-locutor, sonidos grabados y electrónica en vivo. Ha experimentado diversas reelaboraciones e incorporaciones, como la de acciones sonoras en vivo y videos (a cargo de Concha Jerez), o de piano: en este último caso bajo el título de La Ciudad (2001-2004). Derivadas de ese tronco común han surgido obras más breves como Plaza de Cabestreros (1999), Paris-Metro (2007), Dyptique de la Ville (2008) y Suite de La Ciudad (2007-2009).
- Dedicatorias (2003-2015). Serie de 60 piezas sonoras de un minuto cada una, en la que el autor rinde tributo a creadores de diversos ámbitos, como la narrativa, el cine, la poesía, la performance, las artes visuales, la música y el arte sonoro. Son obras que se ubican entre diferentes géneros, como la poesía sonora, la acción sonora, el paisaje sonoro, el radioarte o la referencia a medios y soportes diversos. Algunas de ellas se han presentado en programas de radio, como DeutschlandradioKultur de Berlín, RNE Radio Clásica, Catalunya Música, Kunstradio-ORF, así como en eventos públicos como el Festival FASE (Berlín, 2014), el Festival Zeppelin (Barcelona, 2014), en Alte Schmiede (Viena, 2016) o el Festival Contenedores (Sevilla, 2016),[5] el Museo Vostell Malpartida (2016) o el Goethe-Institut (Madrid, 2017).

### Obras para técnica mixta y solista[6]
- Tres (1982), para guitarra y cinta
- Cristal II “El pájaro más temprano” (1991), para clarinete en sib con tratamiento electrónico en vivo y percusión (vibráfono, tres platos suspendidos y kalimba)
- Seven Minutes Desert (1991), para mezzosoprano y sonido grabado.
- Esercizi Sulla Fragilitá (1994), para percusión y sonido grabado.
- Acción-Reacción (1995), para dos acordeones y sonido grabado.
- Music Minus One I: Concierto Barroco (1995), para flauta de pico (contralto y soprano) y sonido grabado.
- Music Minus One II: Alegrías (1996), para trombón tenor y sonido grabado.
- La Isla de Las Mujeres (1996), para mezzosoprano y sonido grabado.
- Del Lado Oscuro (1999), para chelo y sonido grabado.
- Obra a determinar (2000), para grupo indeterminado y dos fuentes de sonido grabado.
- Nihil Obstat (2006), para violoncello, ficheros de audio digital y transformación electrónica en vivo.
- Suite de La Ciudad (2007), para piano, ficheros de audio digital y electrónica en vivo.
- Lezione di retorica (2009), para piano y sonido grabado.

### Video
- Polyphemus’ Eye (1997) (en coautoría con Concha Jerez)
- Mandala para la clase media / Mandala for the middle class (2000) (en coautoría con Concha Jerez)
- Net-Ópera (2001) (en coautoría con Concha Jerez)
- Terre di nessuno (2002) (en coautoría con Concha Jerez)
- Árbol de secretos (2006) (en coautoría con Concha Jerez)
- Dentro afuera (2009) (en coautoría con Concha Jerez)
- Viaje a ninguna parte (2015) (en coautoría con Concha Jerez)
- One + One Hundred (2017)
- En el jardín de Cage (2017)
- Buscando el infinito (2017)
- Fondo ilusorio de espejos I y II (2019)

### Net-Art
En coautoría con Concha Jerez:
- Net-Ópera (2001)
- Terre di nessuno: Arenas Movedizas (2008)
- La Ciudad de Agua (2013)

## Libros publicados
- Animales Domésticos, Ed. Libertarias. Madrid (1987)
- Luigi Nono, CBA. Madrid (1988)
- Arte Radiofónico, Univ. Complutense de Madrid (1997)
- Ars Sonora, 25 años (ed.), Iberautor. Madrid (2012)
- Escuchar con los ojos. Arte sonoro en España (1961-2016) (ed.), Fundación Juan March. Madrid (2016)
- Conferencias sobre arte sonoro. Árdora. Madrid (2017)
- El giro notacional con Manuel Olveira.  CENDEAC, Murcia (2019)